# Rasmus Gommesen
Rasmus Gommesen (født 28. maj 1987) er en dansk fodboldspiller.
Han har tidligere spillet på EfB's 2. hold i 2. division Vest.